# Kamienica przy ulicy Psie Budy 8 we Wrocławiu
Kamienica przy ulicy Psie Budy – barokowa kamienica znajdująca się na ulicy Psie Budy 8 we Wrocławiu.

## Historia i opis architektoniczny
Kamienica murowana z XVII wieku otrzymała fasadę barokową w pierwszej połowie XVIII wieku. Była to wówczas trzyosiowa, czterokondygnacyjna kamienica. Nad trzecią kondygnacją znajdował się wydatny gzyms koronujący zaklęśnięty w środkowej partii. Nad nim umieszczony był dwukondygnacyjny szczyt (dwuosiowy na pierwszej kondygnacji i jednoosiowy na drugiej) zwieńczonym trójkątnym tympanonem. Dolna część szczytu miała po bokach spływy, a część górna wydzielona profilowanym gzymsem miała kształt trójkąta zbliżonego do tympanonu. Na samym szczycie znajdowała się kamienna szyszka. Oś środkowa kamienicy była zaznaczona niewielkim ryzalitem, a nad jej oknami na pierwszej i drugiej kondygnacji znajdowały się sztukatorskie dekoracje. Wszystkie okna miały uszakowe opaski. W skrajnej lewej osi znajdował się portal, również w uszakowymi obramieniami i z nadświetlem umieszczonym powyżej drzwi. W osi nadproża portalu znajdował się eliptyczny kartusz w obramieniu o motywach akantowych.   

## Po 1945 roku
Po działaniach wojennych w 1945 roku kamienica została odbudowana w latach 1958–1961 według projektu Stanisława Koziczuka. Przekształceniu uległ układ wewnętrzny budynku, głównie z powodu połączenia kamienicy z dwoma sąsiadującymi budynkami nr 7 i 9. Zachowano oryginalny wystój fasady do wysokości gzymsu nad trzecim piętrem, ale zupełnym zmianom uległ szczyt kamienicy. Nadano mu nieistniejący wcześniej szczyt w formie aediculi otoczonej wolutowymi spływami i lizenami, na których wsparto trójkątny tympanon. Nie zachowało się nadświetle portalu oraz pierwotna stolarka drzwiowa. 